# كورتيس ديفيز (لاعب دوري الرغبي)
كورتيس ديفيز (بالإنجليزية: Curtis Davies)‏ هو لاعب دوري الرغبي بريطاني، ولد في 17 يناير 1997.